# Patrick Schelling
Patrick Schelling (Hemberg, 1 de mayo de 1990) es un ciclista suizo. Debutó como profesional en 2013 con el equipo IAM Cycling.
El 8 de septiembre de 2020 se hizo oficial que había dado positivo en terbutalina en un control antidopaje realizado el 24 de febrero en el Tour de Ruanda. Se le retiraron los resultados en esta prueba y se le sancionó durante cuatro meses, hasta el 17 de septiembre. Al término de ese mismo año decidió retirarse.

## Palmarés
2016
- Tour de Loir-et-Cher, más 1 etapa

2017
- 1 etapa de la Vuelta a Bohemia Meridional

2018
- 2 etapas del Tour de Saboya
- 2.º en el Campeonato de Suiza en Ruta
- 1 etapa del Tour de Hungría
- 1 etapa de la Vuelta a Bohemia Meridional

## Resultados en Grandes Vueltas y Campeonatos del Mundo
| Carrera         | Carrera         | 2013 | 2014 | 2015 | 2016 | 2017 | 2018 | 2019 | 2020 |
| --------------- | --------------- | ---- | ---- | ---- | ---- | ---- | ---- | ---- | ---- |
|                 | Giro de Italia  | —    | —    | —    | —    | —    | —    | —    | —    |
|                 | Tour de Francia | —    | —    | —    | —    | —    | —    | —    | —    |
|                 | Vuelta a España | —    | —    | —    | —    | —    | —    | —    | —    |
| Mundial en Ruta | Mundial en Ruta | —    | —    | —    | —    | —    | Ab.  | —    | —    |

—: no participa

Ab.: abandono